# Éric Lux (homme d'affaires)
 (novembre 2020).
L'article doit être relu — et modifié si nécessaire — par des contributeurs indépendants pour apporter un regard critique aux contributions effectuées en violation des conditions d'utilisation de Wikipédia, tant sur la forme (notamment concernant le style encyclopédique, la proportionnalité) que sur le fond (la neutralité de point de vue, la qualité et l'indépendance des sources).
Pour les articles homonymes, voir Lux et Éric Lux.
Éric Lux (né le 19 décembre 1967 à Luxembourg) est un entrepreneur et homme d'affaires luxembourgeois président d'Iko (anciennement Ikogest), organisation luxembourgeoise de développement et d'investissement immobilier. Il est également directeur de Genii Capital.
Éric Lux a obtenu en 1993 une maitrise à la Business School de Lausanne. 
En 2008, il fonde avec Gérard Lopez, Genii Capital. 
A partir de 2020, en joint-venture avec BPI Real Estate, Eric Lux développe le projet Wooden, premier bâtiment de bureaux en bois du Luxembourg.  
En septembre 2023, il pose la première pierre du projet "Rout Lëns" qui prévoit le déploiement d'un quartier résidentiel sur 164 000 m²  à Esch-sur-Alzette au Luxembourg, à quelques kilomètres de la frontière française.  
Iko finance également la construction de deux centres commerciaux, achevés en 2017, de bureaux et de résidences au Luxembourg. 
Éric Lux, par l’intermédiaire de Genii Capital, a racheté en 2008 le manoir de Ban à la Fondation du Musée Charlie Chaplin.
Le 4 février 2014, la Compagnie des Alpes (CDA), acteur majeur de l’industrie des loisirs en Europe et Genii Capital, associé à Chaplin Museum Development (CMD), ont annoncé la conclusion d’un partenariat en vue de l’ouverture d’un musée consacré à l’œuvre et au destin exceptionnel de Charlie Chaplin. Le Chaplin’s World ouvre le 17 avril 2016.

## Atteinte à la réputation
Plusieurs médias ont révélé en 2022 qu'Eric Lux avait fait l'objet d'une campagne de dénigrement en ligne orchestrée par son ancien associé Flavio Becca par l'intermédiaire d'une agence de communication,,. 

## Suspicions de malversations
Selon les documents issus du cabinet Mossack Fonseca, la société d'Éric Lux, Gravity Sport Management, serait impliquée dans le scandale d’évasion fiscale des Panama Papers.
L’opacité des fonds ayant été utilisés lors du rachat du manoir de Ban à la fondation du Musée Charlie Chaplin a provoqué la démission de la trésorière du manoir, considérant que celui-ci « a été bradé sans condition, racheté par des fonds privés étrangers dont on ne pourra jamais vérifier la provenance »,.
Le nom d’Éric Lux a par ailleurs été mentionné en marge du scandale international de détournement d’argent du fonds souverain malaisien 1MDB. Alors que l’origine des capitaux dédiés à l'écurie Formule 1 en 2010 était difficile à retracer, un article du Luxemburger Wort a révélé que l’associé d’Éric Lux, Gérard Lopez, aurait rencontré quelque temps auparavant Tarek Obaid et son associé, le prince Turki Bin Abdullah Al Saoud, tous deux suspectés dans le scandale financier 1MDB.